# تتا نهنگ
تتا نهنگ یک ستاره است که در صورت فلکی نهنگ قرار دارد.